# Barra Njie
Alagie Barra Njie, född 13 januari 2001, är en svensk basketspelare som spelar för tyska Basketball Löwen Braunschweig och Sveriges landslag. 

## Klubbkarriär
Njie började spela basket i Fryshuset Basket och flyttade 2017 till USA och St. Benedict's. Han återvände till Fryshuset Basket och debuterade den 8 januari 2021 i en match mot Nässjö Basket. Totalt spelade Njie 17 matcher i Svenska basketligan 2020/2021 och snittade 17,8 poäng (4:e bäst i SBL), 6,2 returer och 4,9 assister (6:e bäst i SBL) per match. Vid slutet av säsongen blev han även utnämnd till årets stjärnskott i SBL.
Inför säsongen 2021/2022 draftades Njie av Delaware Blue Coats i NBA G League. I januari 2023 gick han till spanska Juaristi ISB. I augusti 2023 gick Njie till tyska Basketball Löwen Braunschweig.

## Landslagskarriär
I augusti 2022 debuterade Njie för Sveriges landslag.

## Meriter
- Årets Stjärnskott i Svenska basketligan: 2020/2021[4]